# Iris sintenisii
Iris sintenisii — вид рослин з родини півникові (Iridaceae), поширений у Туреччині й на півдні Європи від Італії до, можливо, України.

## Опис
Це багаторічна трав'яниста кореневищна рослина заввишки від 10 до 30 сантиметрів. Стебло нерозгалужене, довжиною від 10 до 30 сантиметрів, має круглий або трохи сплющений поперечний переріз. Листки розміром 20–50 × 0.2–0.5 сантиметра і зазвичай довші від стебла. Приквітки довжиною від 4 до 7 сантиметрів. Переважно одна, рідко дві квітки мають діаметр від 5 до 6 сантиметрів, вони білі з фіолетовою жилкою. Період цвітіння триває з травня по червень. Кількість хромосом 2n = 16.

## Поширення
Поширений у Туреччині й на півдні Європи від Італії до України.